# Société des amis des arts et des sciences de Tournus
La Société des amis des arts et des sciences de Tournus (SAAST) est une société savante qui a été fondée à Tournus (Saône-et-Loire) en 1877.

## Historique
Créée en 1877 « pour favoriser le développement du musée et de la bibliothèque, et d'aider au progrès de l'instruction », la Société des Amis des Arts et des Sciences de Tournus est à l’origine du musée Greuze et de la bibliothèque municipale. 
Jusqu'en 1914, sous l'impulsion de Jean Martin et des présidents Legrand de Mercey et Étienne Charnay, avec la participation de nombreux sociétaires, achats et donations permirent la mise en place d'un important fonds destiné au musée (qui finit par quitter les murs de l'hôtel de ville pour s'installer dans un immeuble sis rue du Collège puis dans l'ancien l'Hôtel-Dieu où il se trouve actuellement) tandis que, dans le même temps, la bibliothèque multipliait par six le nombre de ses volumes, passant de 3 000 en 1870 à 17 000 en 1909.
Ses objectifs se sont toutefois rapidement diversifiés et les membres de cette société ont contribué avec d’autres, par la suite, à la création du syndicat d’initiative, du groupe folklorique, de l’association des artistes et des amateurs d’art de Tournus, des Amis des Musées et de l’Hôtel-Dieu de Tournus.
La SAAST dispose d'une riche bibliothèque et d’un fonds documentaire particulièrement fourni.
Longtemps installé au n° 13 de la cour du Cloître, dans les bâtiments de l'abbaye Saint-Philibert (cloître Saint-Ardain), son siège a été transféré en périphérie de la ville, au Pas Fleury.
Des permanences sont assurées au local de la société savante, au Pas Fleury, à Tournus, hors congés scolaires, tous les samedis (sauf jours fériés et jour de l'assemblée générale), de 10h00 à 12h00.
En 2018, la SAAST totalisait 112 adhérents à jour de cotisation.

## Objectifs et actions
La société s'est fixée les objectifs suivants :
- promouvoir, en fonction de ses moyens, le maintien et la mise en valeur du patrimoine local, qu’il soit historique, artistique, archéologique, botanique et géologique ;
- susciter des études d’histoire locale, en assurer la publication dans un bulletin annuel remis à chaque adhérent ;
- offrir les services de sa bibliothèque ;
- organiser des conférences sur tous sujets historiques, artistiques ou scientifiques ;
- organiser des voyages culturels et des promenades découvertes en Tournugeois et Mâconnais ;
- aider à la restauration du patrimoine local ;
- travailler avec l’appui de la direction régionale des affaires culturelles, du conseil régional de Bourgogne-Franche-Comté, du conseil départemental de Saône-et-Loire, de la municipalité de Tournus, et en partenariat avec d’autres associations comme le Centre international d’études romanes (CIER), les Amis des musées (aujourd'hui devenus section de la SAAST), les Artistes et amateurs d’art de Tournus (3AT), l’Office de Tourisme.

## Organisation
Régie par la loi du 1er juillet 1901, la société, devenue association, est dirigée par un conseil d’administration qui se réunit généralement tous les mois dans son local du Pas Fleury à Tournus (la zone d'activités du Pas Fleury se trouve à l'entrée sud de Tournus). 
Des permanences ont lieu au local de la société chaque samedi de 10 heures à 12 heures (sauf en juillet et août et les jours fériés). Courrier : SAAST, Le Pas Fleury, 71700 TOURNUS. Téléphone : 03 85 51 36 31.
André Talmard (élu président pour la première fois en 1997), qui a succédé au docteur Régis Dassonville (décédé en juin 2017), en est l’actuel président.
Une assemblée générale est convoquée chaque année au printemps.
La SAAST est ouverte à toutes les personnes s’engageant à respecter les statuts de l’association.

## Sections
Au sein de la SAAST fonctionnent deux sections, à la comptabilité distincte :
- le groupe de recherche archéologique de Tournus (GRAT), créé en 1968[Note 2], avec pour objectifs l’étude, la sauvegarde et la mise en valeur des sites du Tournugeois. Fondé à l'initiative de Michel Perrin (décédé en 1976), qui en fut le premier responsable, il est dirigé par Jean Duriaud, archéologue, et propose de nombreuses animations, essentiellement à destination des scolaires. Ce groupe publie chaque année le résultat de ses fouilles et investigations dans le bulletin édité par la SASST ;
- les Amis des Musées (dans les faits, tous les adhérents de la SAAST sont amis des musées mais cette section est sans activités spécifiques à l'heure actuelle).

## Budget
La SAAST a eu pour budget 2018 (hors GRAT) : 4 740,00 euros de recettes et 5 160,00 euros de dépenses.
Le groupe de recherche archéologique de Tournus (GRAT), section de la SAAST, a, quant à lui, eu le budget suivant : 5 722,35 euros de recettes et 5 722,35 euros de dépenses. 

## Publications

### Bulletin annuel
La SAAST publie depuis 1877 le Bulletin de la Société des amis des arts et des sciences de Tournus (format : 16 x 23,7 cm, d'autres formats comme le 15 x 21,5 cm ayant été utilisés auparavant).
Ce bulletin en est à son 121e numéro (tome CXXI, année 2022), numéro dont le contenu a été officiellement présenté lors de l'assemblée générale de la société savante organisée le 22 avril 2023. 
D'abord épisodique, la parution de ces bulletins est devenue annuelle en 1908. Ils constituent une incontournable mémoire de la vie du Tournugeois, les thèmes abordés étant, entre autres, l'histoire locale, les études ethnographiques ou démographiques, les coutumes et les traditions, la géographie, la géologie, l'archéologie, les beaux arts, l'histoire des villages (monographie).

### Autres publications
Dans le cadre de la célébration du millénaire de la consécration de l'abbatiale de Tournus, la SAAST a édité en juin 2019 l'ouvrage intitulé Tournus : l'abbaye Saint-Philibert. À la découverte d'un grand site du Moyen Âge, ouvrage de 176 pages de Benjamin Saint-Jean-Vitus co-édité avec l'INRAP  (ISBN 978-2-9568465-0-5).

## Membres éminents
Parmi les personnalités ayant appartenu à la SAAST figurent notamment :
- le général Henri de Benoist de Gentissart (1908-1975), ingénieur général[3] ;
- Jean-Albert Bernard (1844-1934), archiviste de la ville de Tournus ;
- Hugues de Divonne ;
- l'historien, archéologue et folkloriste Gabriel Jeanton (1881-1943) ;
- l'archéologue et préhistorien Alexandre-Charles-Étienne Le Grand de Mercey (1828-1884) ;
- Jean Morierre-Bernadotte ;
- le folkloriste Maurice Bonnefond Perrin de Puycousin (1856-1949) ;
- le critique littéraire Albert Thibaudet[4] (1874-1936) ;
- l'écrivain Émile Violet (1877-1965).

## Présidents
La société savante de Tournus a successivement eu pour présidents : 
- le commandant Serpin, de sa fondation à 1879 ;
- Alexandre-Charles-Étienne Le Grand de Mercey, de 1879 à 1884 ;
- Étienne Chanay-Lamain, de 1885 à 1919 ;
- Maurice Bonnefond Perrin de Puycousin, de 1919 à 1925 ;
- Gabriel Jeanton, de 1925 à 1942 ;
- le docteur Laroche, de 1943 à 1963 ;
- Jean Morierre-Bernadotte, de 1963 à 1965 ;
- Paul Robin, de 1965 à 1966 ;
- le général Henri de Benoist de Gentissart, de 1966 à 1975 ;
- Hugues de Divonne, de 1975 à 1997 ;
- le docteur Régis Dassonville, de 1997 à 2008 ;
- Guy Perret, de 2008 à 2011 ;
- André Talmard, depuis son élection en 2011.